# Схирмонниког

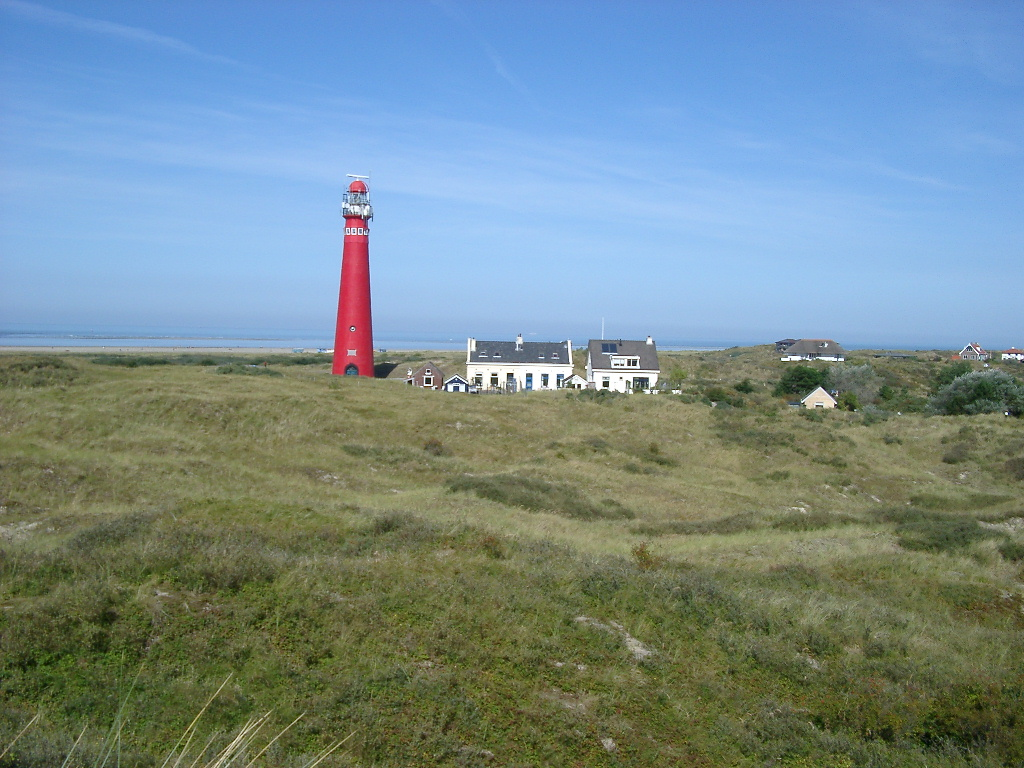
Маяк на острове

Схирмонниког (нидерл. Schiermonnikoog, з.-фриз. Skiermûntseach) — остров в Нидерландах, входящий в группу Западно-Фризских островов. Самый маленький населенный остров Нидерландов. Административно остров является общиной, входящей в состав провинции Фрисландия.
На острове расположен маяк и пост береговой охраны Нидерландов.

## Географические данные
Площадь: 39,94 км².
Население: 942 человек (2013).
Населенные пункты: на острове существует единственное поселение, имеющее одноимённое с островом название.
Строение и рельеф: остров имеет дюнное происхождение и является естественным барьером между Северным и Ваттовым морями. Остров находится в приливно-отливной зоне Северного моря. Перепад уровня воды составляет от 2 до 3 метров. За счёт отливов и небольшой глубины залива Ваддензе обнажаются большие площади ваттов.
Под воздействием моря, остров перемещается на юго-восток. В 1250 году остров находился на 2 километра севернее его текущего положения и имел другую форму.
Природные ресурсы: на острове развита популяция хищных птиц (полевой лунь, пустельга, сипуха, сарыч), гнездятся пестроносые крачки, цапли, гаги, кулики-сороки, гуси всех видов и крохотные чернозобики. Ватты являются местом обитания молодых тюленей и земноводных, для рыб Северного моря — местом нереста.

## История
Первыми известными поселенцами на острове были монахи-цистерцианцы. На острове они появились из монастыря Klaarkamp, расположенного на материке.
Именно с орденом связано название острова. «Monnik» означает «монах», «schier» — архаичное слово, означающее «серый», что описывает цвет одеяния монахов, «ogg» — «остров». Таким образом, Схирмонниког означает «Остров серых монахов». В эпоху Реформации остров был экспроприирован.
В 1580 году остров вошел в состав Фрисландии.
Около 1640 года, остров был куплен в частную собственность богатым семейством. Следующие три века остров переходил из рук в руки.
В 1717 и 1720 годах в результате штормов происходили затопления острова и деревни, расположенной в западной части. Штормы заставили жителей острова в 1756 году основать новое поселение на восточной окраине, в настоящее время именно эта деревня носит название Схирмонниког.
С 1892 до 1945 года остров принадлежал аристократической семье Бернсторф. В конце Второй мировой войны немецкий гарнизон острова капитулировал только 11 июня 1945 года. После войны Схирмонниког был конфискован голландским правительством как вражеская собственность.

## Язык

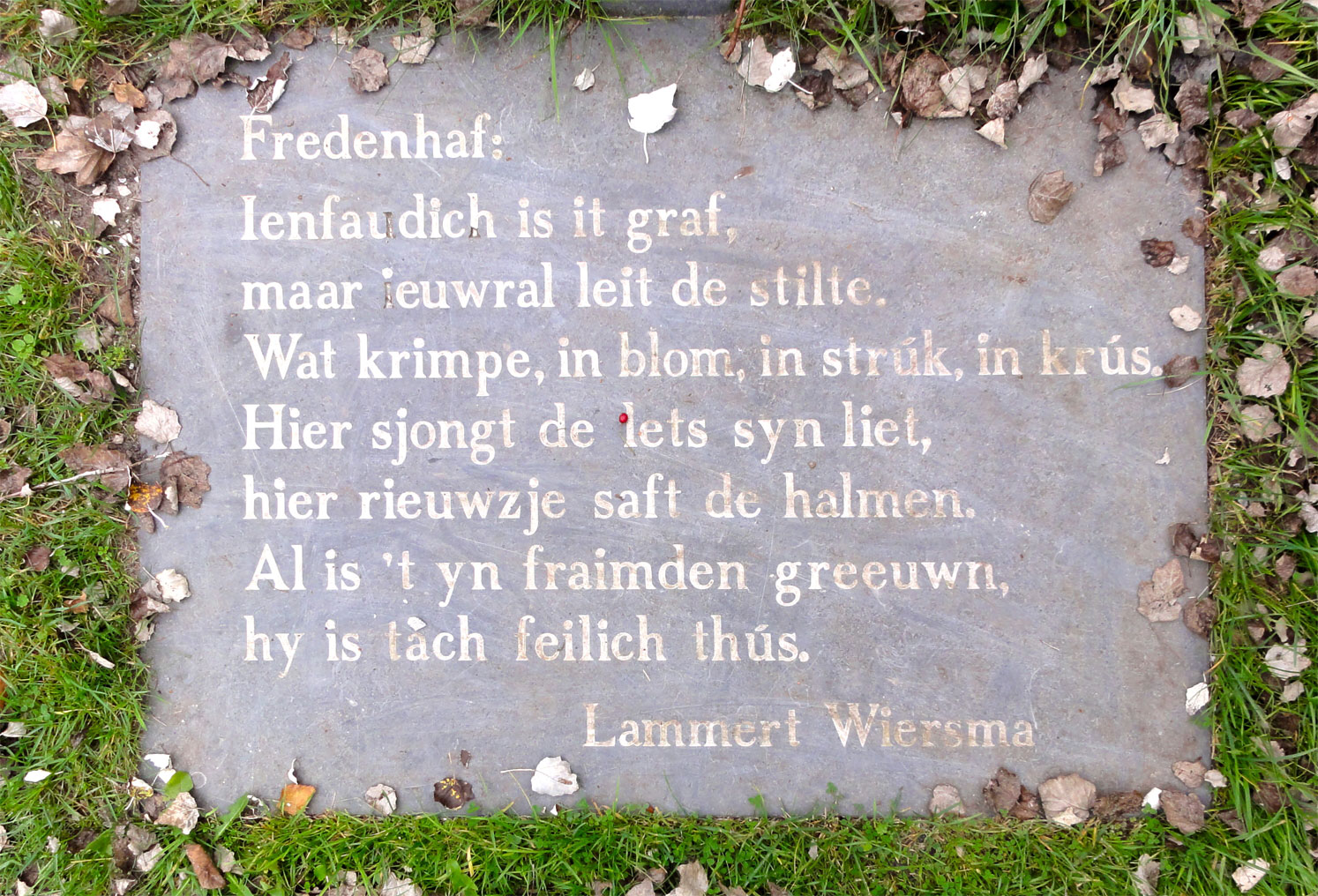
Стихи Ламмерта Вирсмы во Вреденхофе (Схирмонниког)

На острове говорят на диалекте западнофризского языка. Схирмонникогский диалект настолько сильно отличается от континентальных западнофризских диалектов, что их носители понимают его с трудом.
Из-за возрастающих внешних факторов (в том числе туризма), диалект постепенно вытесняется западнофризским и нидерландским. В настоящее время есть только сто человек, которые могут говорить на схирмонникогском. Они называют свой остров «Lytje Pole», что буквально означает «маленький полюс» (маленький кусочек земли).

## Транспорт
Добраться до острова можно на пароме, который несколько раз в день ходит из деревни Лауверсог. Судоходным является пролив между островами Схирмонниког и Амеланд, фарватер расположен ближе к о. Схирмонниког. На острове существует яхтенный порт.

## Туризм
Туризм является главным источником экономики острова. На Схирмонникоге находятся более 15 гостиниц, сдаются частные дома и квартиры, летом разбивается палаточный лагерь.

## Достопримечательности
Национальный орнитологический парк. Парк был образован в 1989 году.
Музей ракушек. В музее представлены обитатели Северного моря и ваттов.
Пляжи. На острове протяженная линия пляжей, ширина пляжей самая большая в Европе.

## Галерея

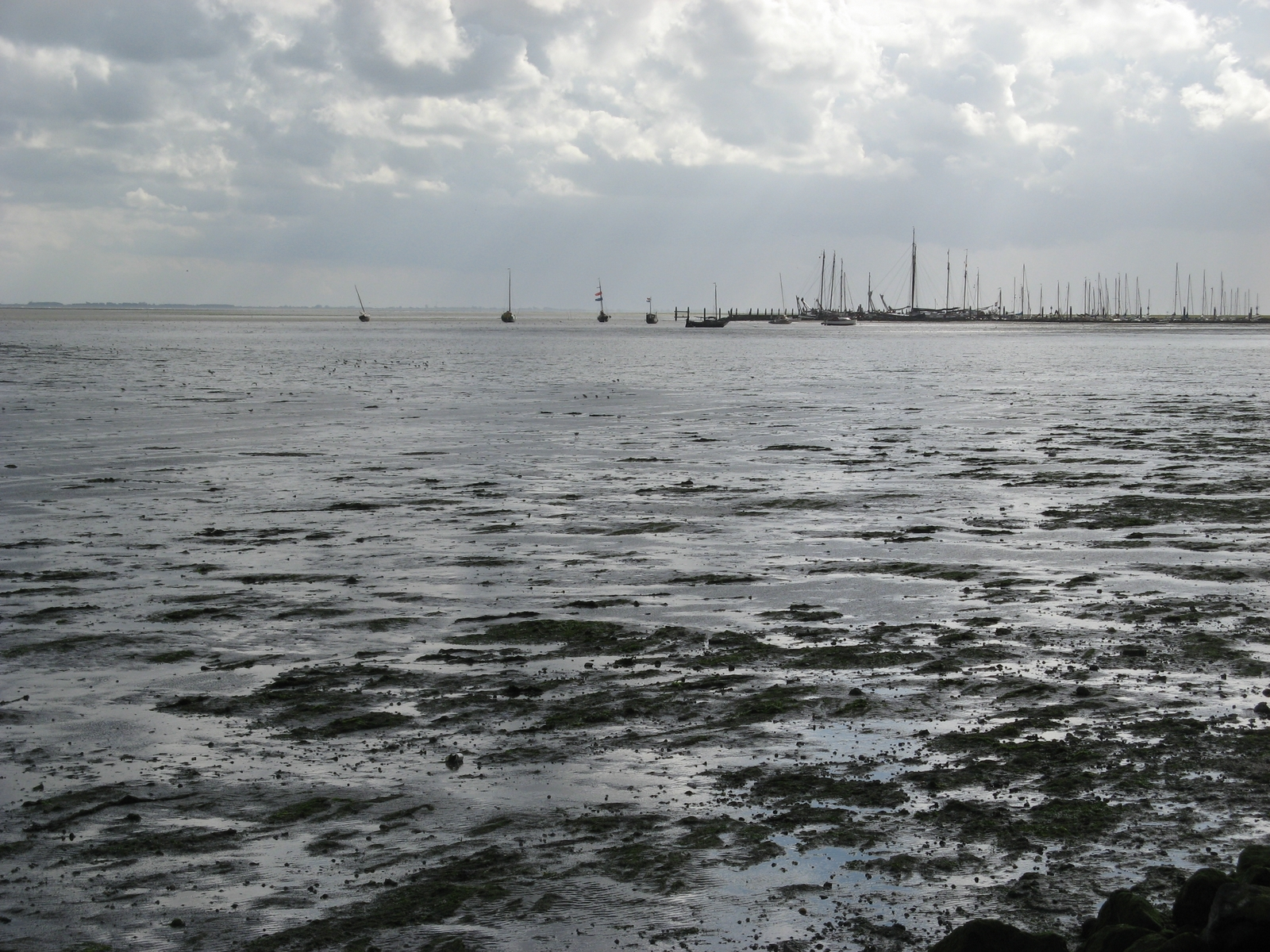
на берегу
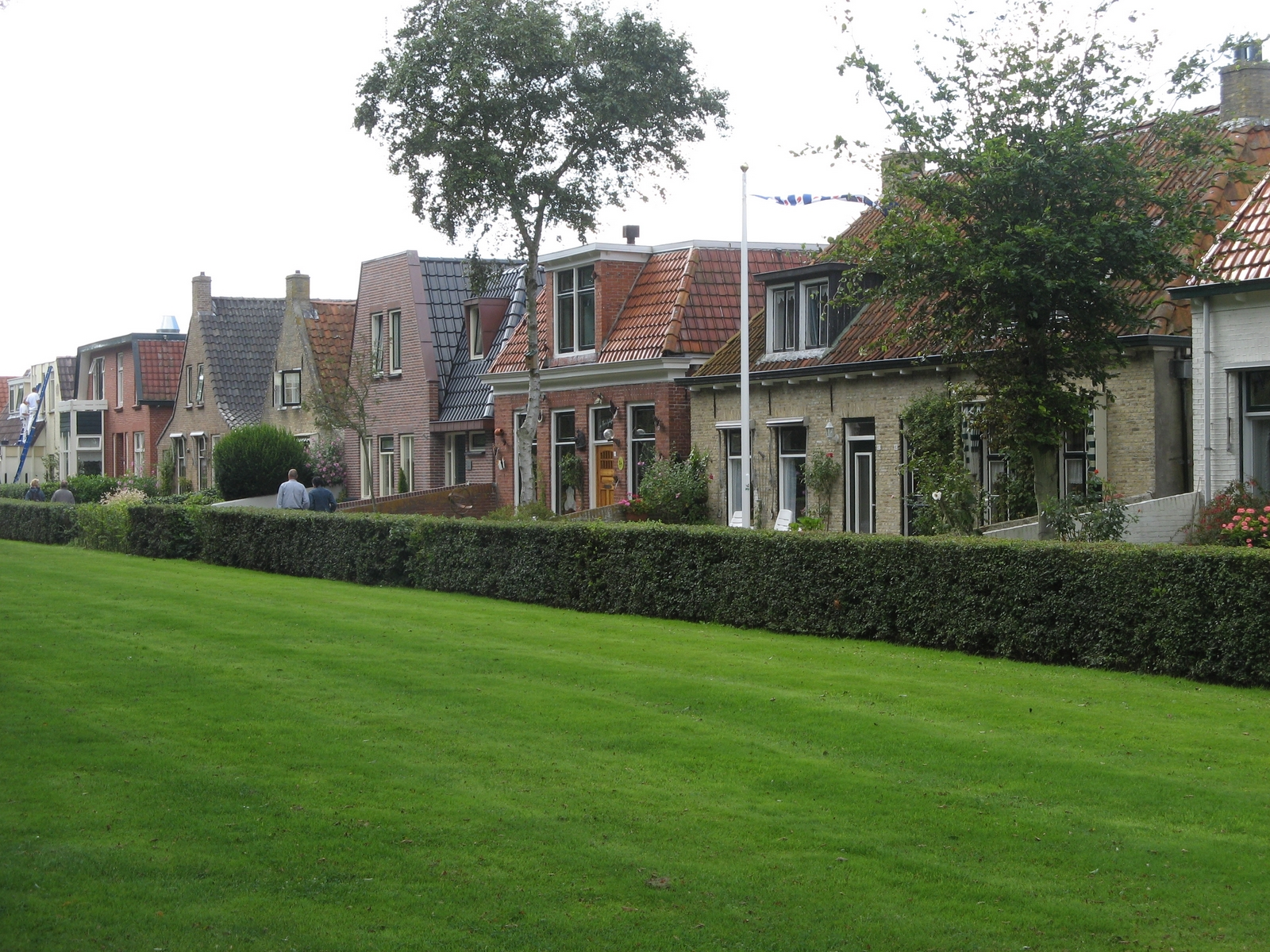
В деревне
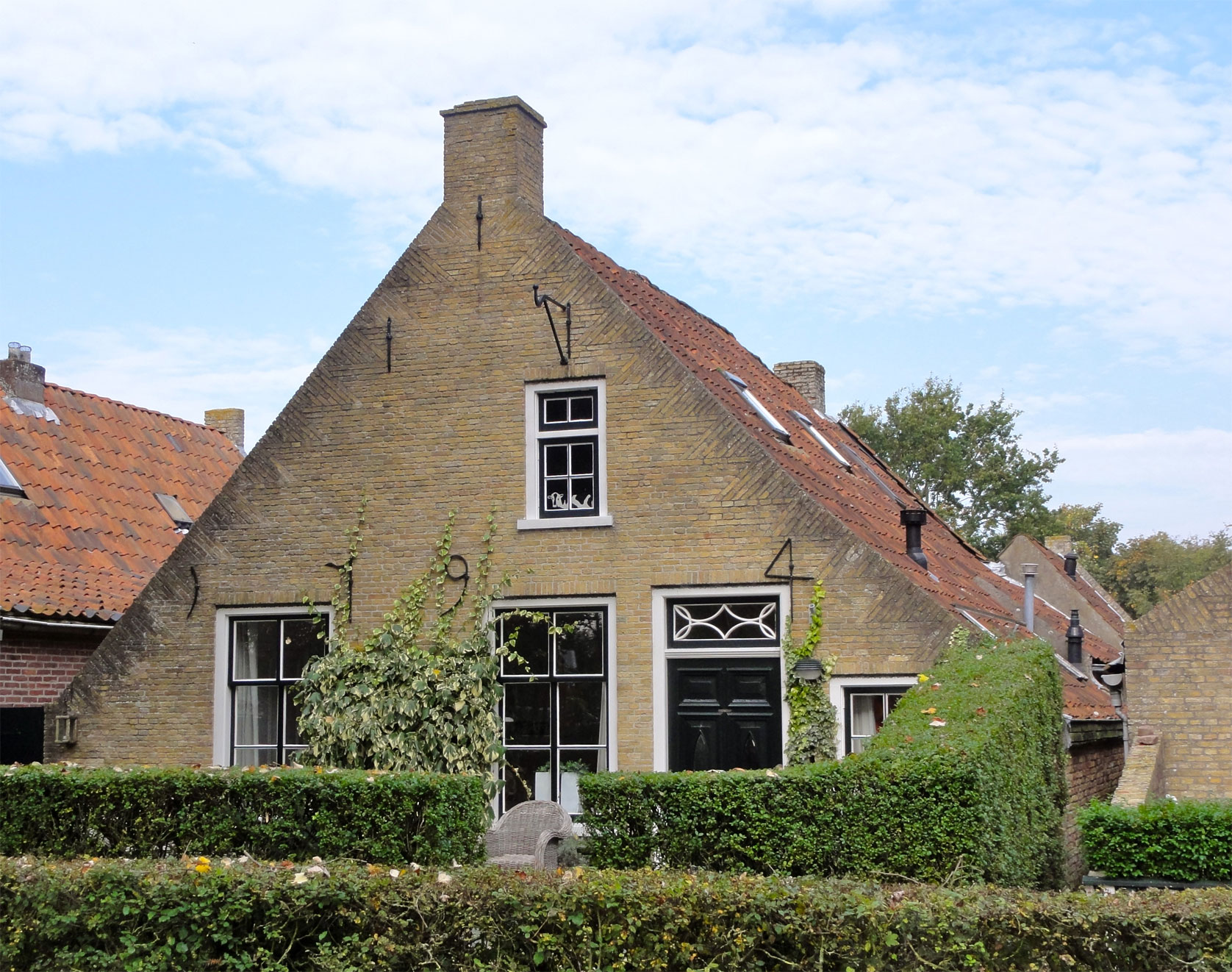
Дом на Лангстреек, 40
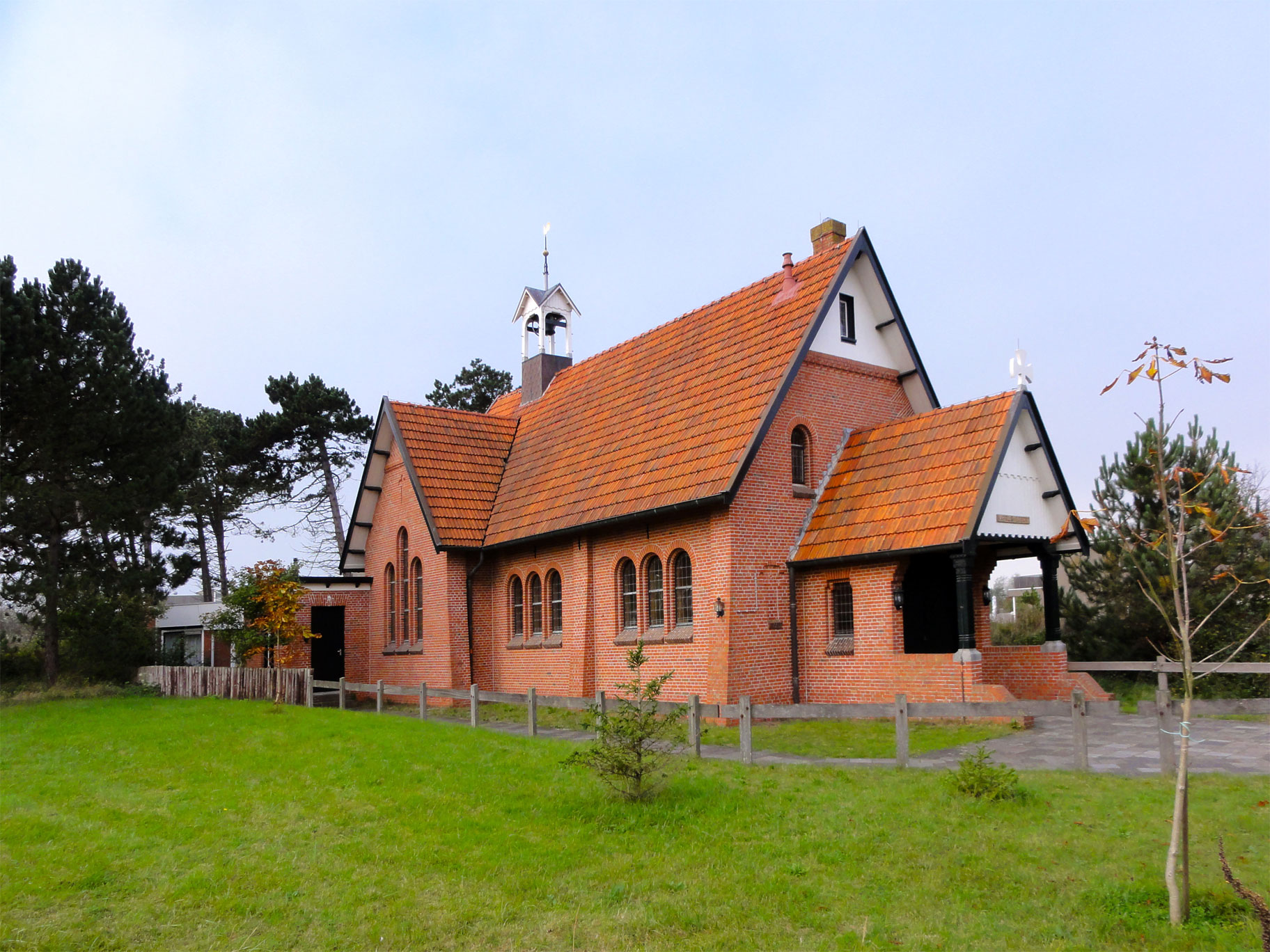
Эгбертускерк
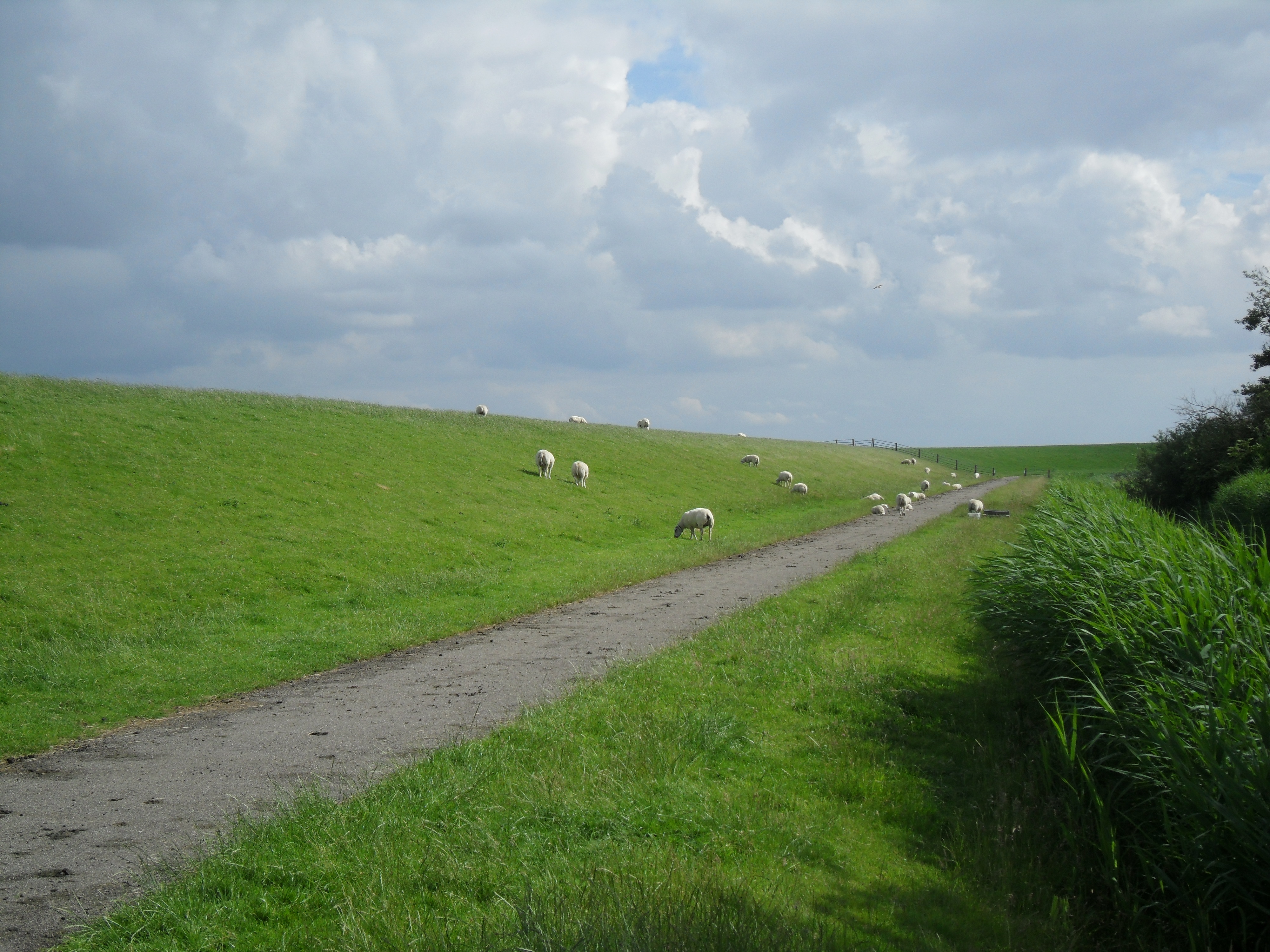
Дамба и пасущиеся овцы
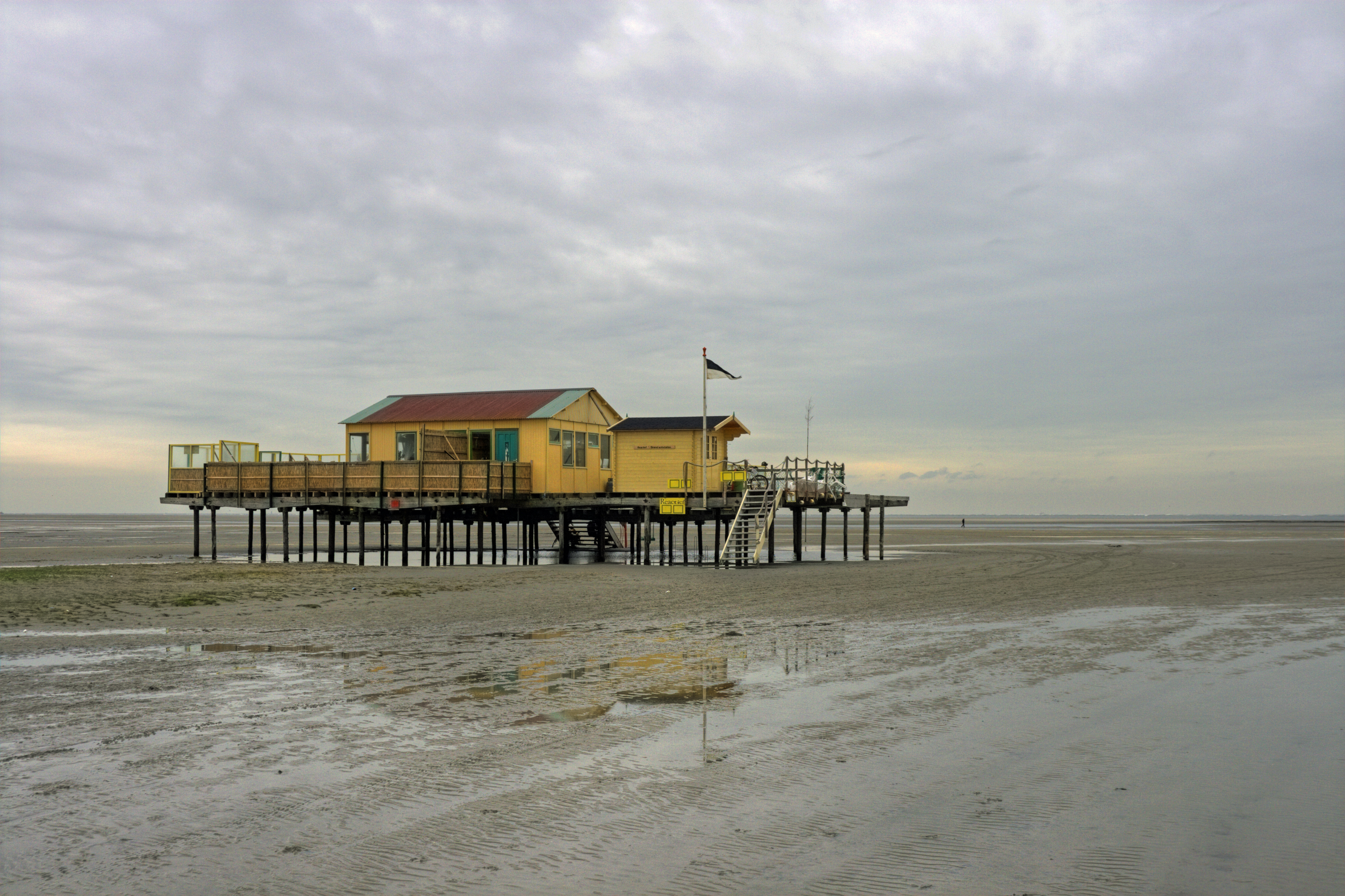
Пляжный павильон во время отлива
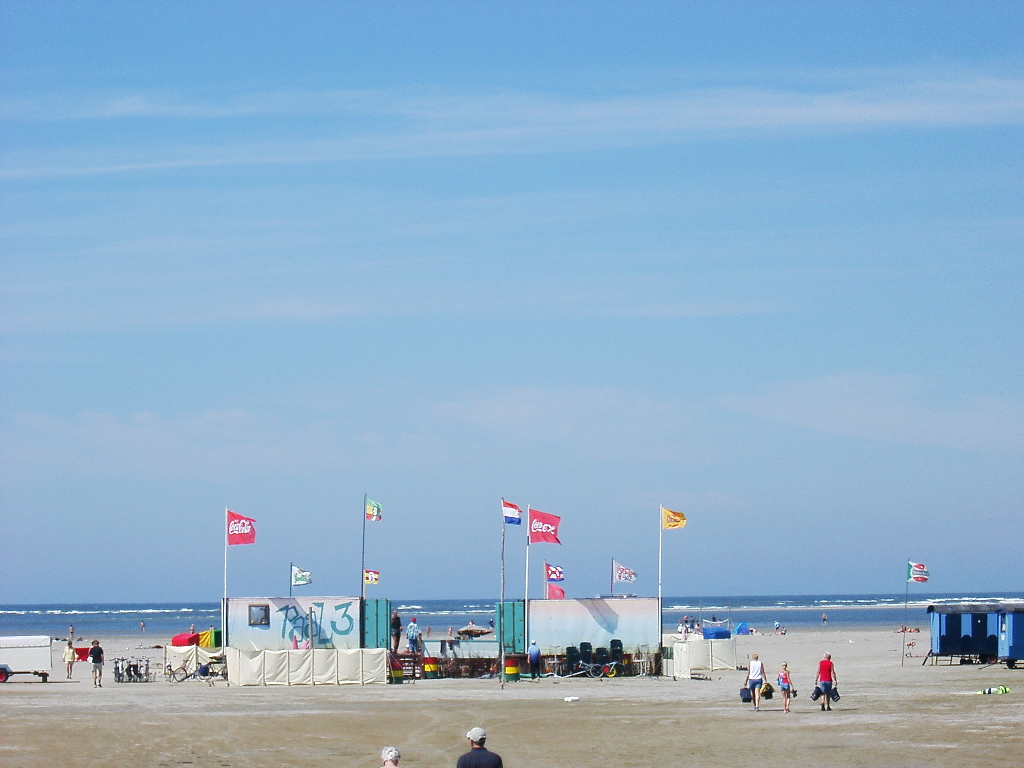
Пляж
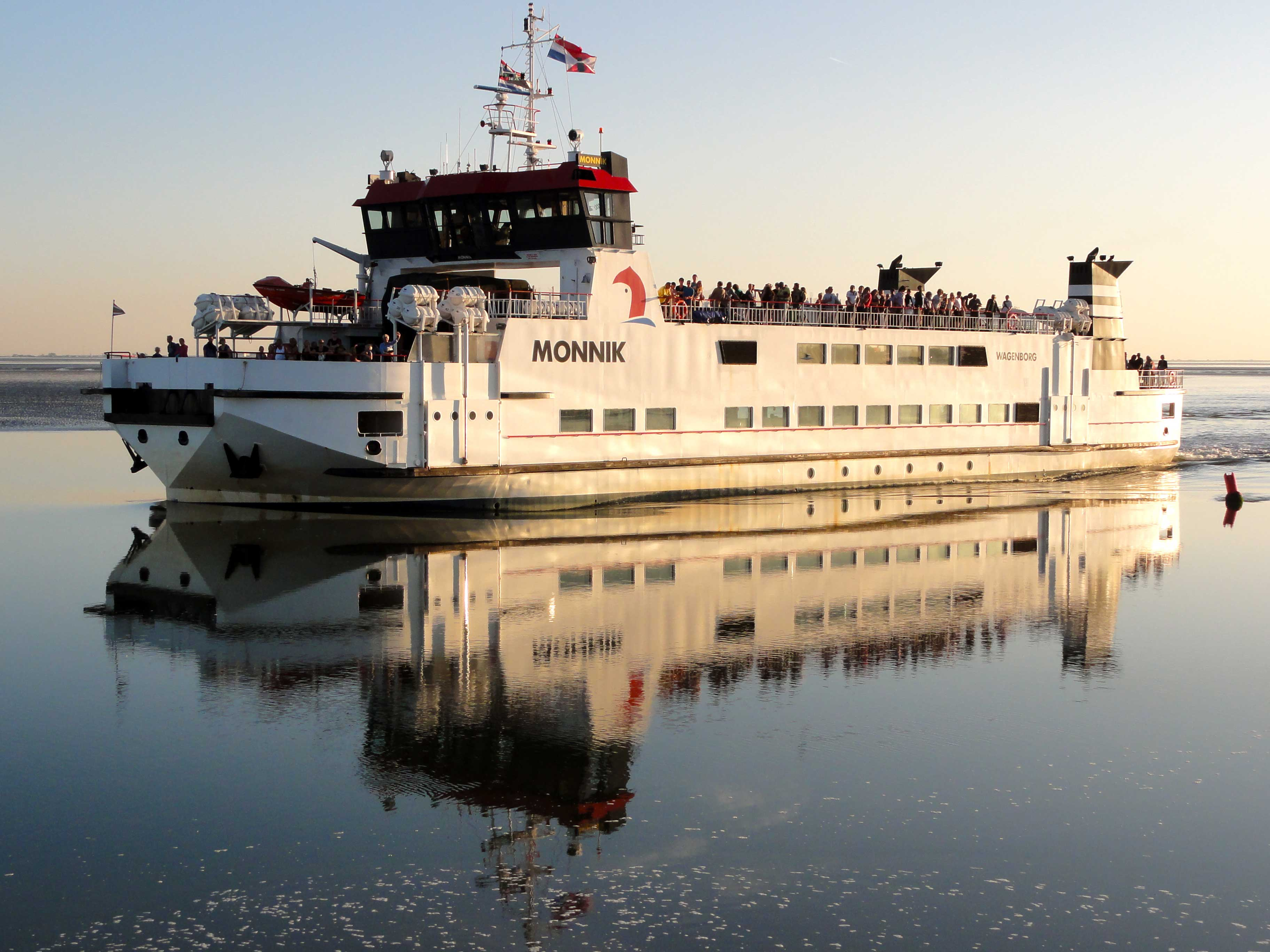
Паром "Монник"
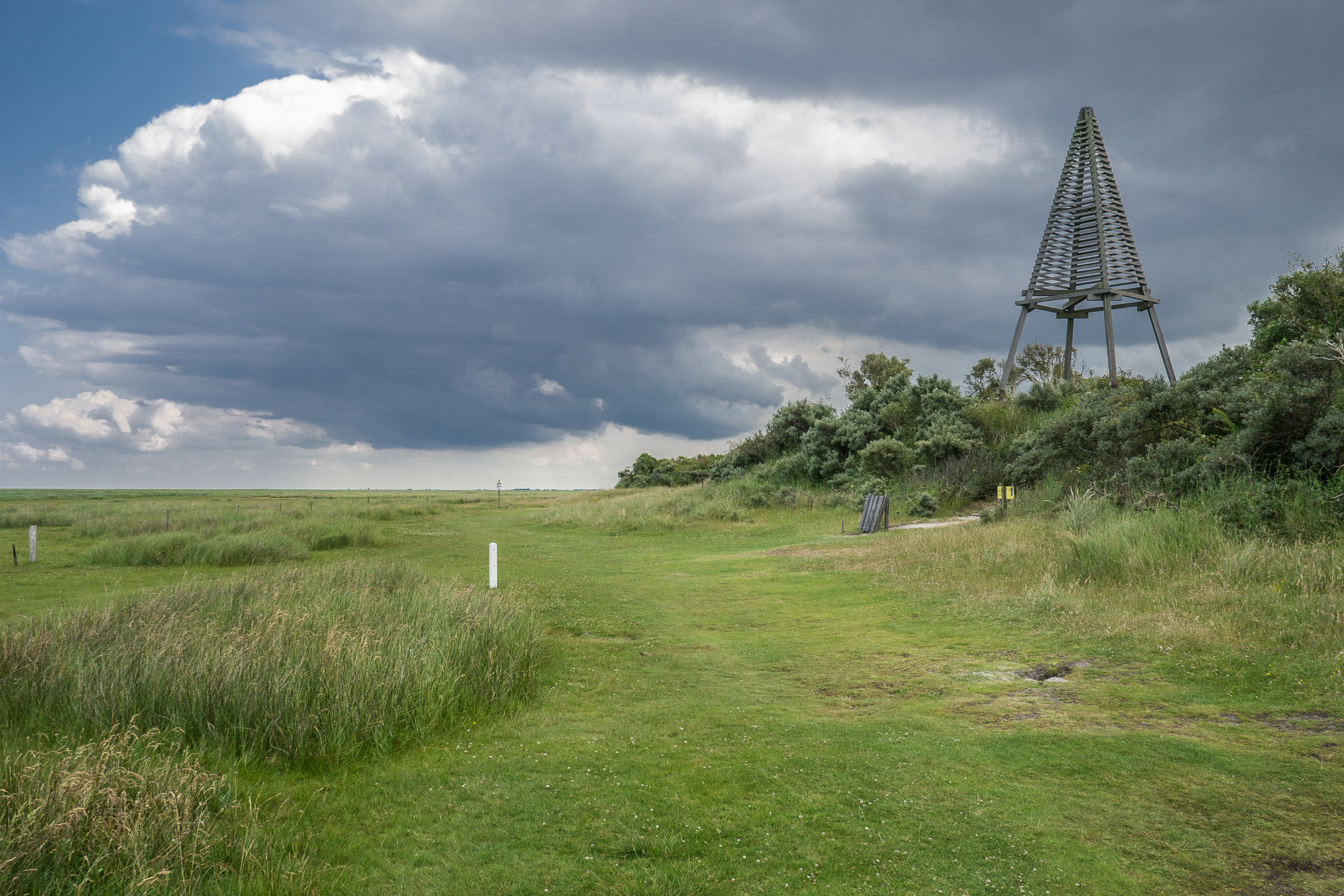
Маяк в окрестностях Коббелдаунен
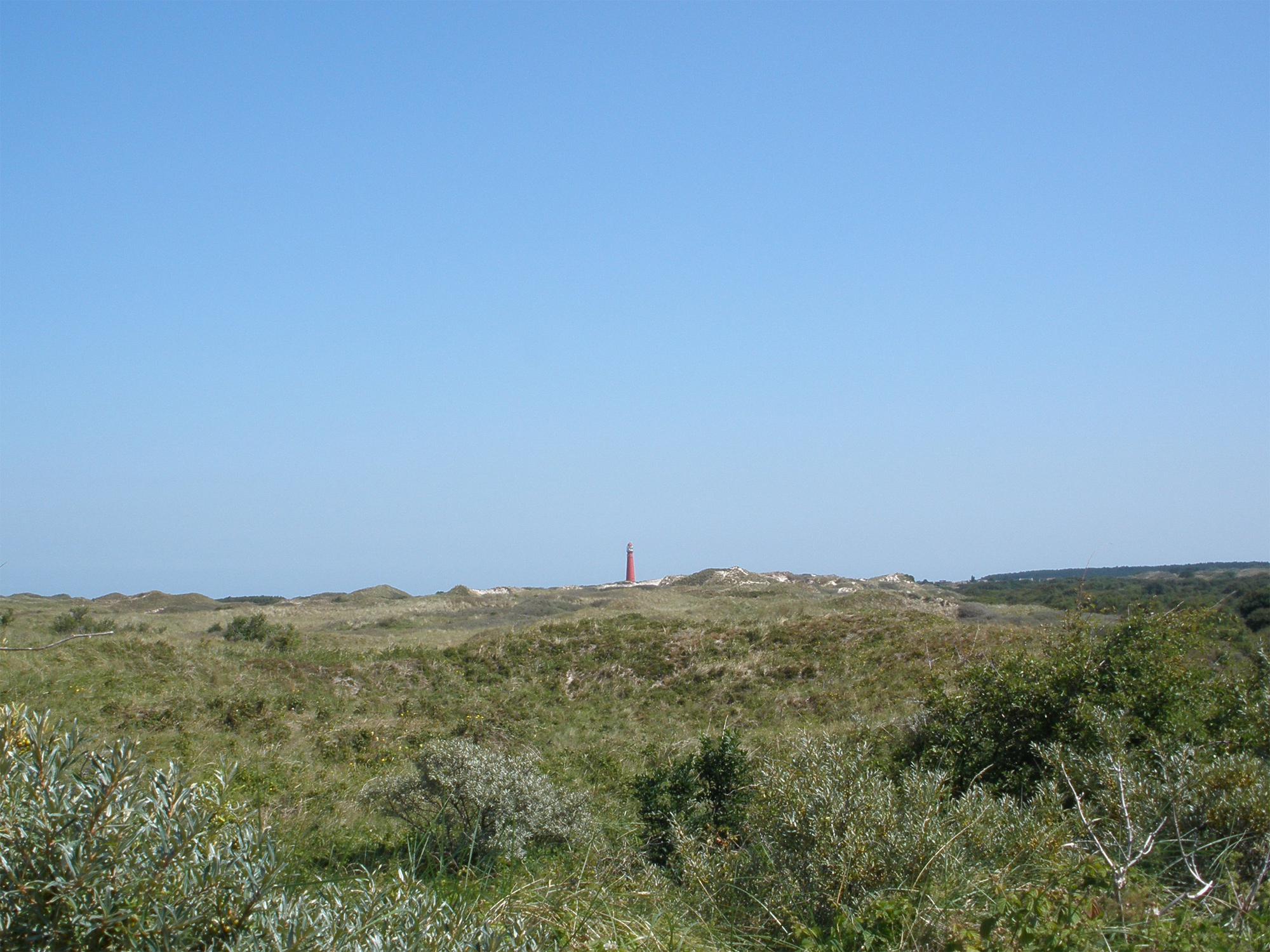
Дюны